# Myrmecaelurus obscurus
Myrmecaelurus obscurus är en insektsart som beskrevs av Hölzel 1983. Myrmecaelurus obscurus ingår i släktet Myrmecaelurus och familjen myrlejonsländor. Inga underarter finns listade i Catalogue of Life.